# Canon de 28 cm SK L/50
Le canon de 28 cm SK L/50 est un canon naval allemand de calibre 28 cm utilisé durant la Première Guerre mondiale. Une version côtière est aussi utilisé durant le conflit puis pendant la Seconde Guerre mondiale.

## Conception
Le canon de 28 cm SK L/50 est le même que celui de 28 cm SK/45, rallongé de 5 calibres. Il tire les mêmes munitions que son prédécesseur, et dispose d'une distance de recul de 90 cm. Deux types de montages sont utilisés, le DrL C/08 sur les navires de la classe Moltke et le DrL C/10 sur le Seydlitz. Les munitions sont amenées au niveau de la tourelle par un ascenseur électrique, avant de passer par de multiples trous et plateaux jusqu'à la culasse, où elles sont chargées grâce à un mécanisme à pédale. Douze hommes sont nécessaires à la manipulation d'un canon ; si tout est fait à la main, de nombreux dispositifs et astuces permettent d'accélérer la procédure. Ainsi, durant la bataille de Dogger Bank, le Seydlitz tire durant deux heures, et maintient un rythme d'une salve toutes les 42,3 secondes, ce qui est remarquable pour des canons à chargement manuel.
Les tourelles du Seydlitz disposent d'un blindage de 25 centimètres à l'avant, de 20 centimètres sur les côtés, de  21 centimètres à l'arrière et de 7  à   10 centimètres sur le toit. Ses tourelles et celles du Moltke ont une élévation maximale de 13.5°, portée à 16° durant la guerre, et celles du Goeben de 22.5°. À un angle de 16°, la portée du canon de 28 cm SK L/50 est de 19 100 m, et elle est de 21 700 m à 22.5°. Pour les versions utilisées en batterie côtière, la portée à 48.1° est de 30 700 mètres, puis de 38 600 mètres à 49.5° durant la Seconde Guerre mondiale, grâce à de nouveaux projectiles plus légers.

## Utilisation
Le canon de 28 cm SK L/50 est monté sur les croiseurs de bataille de la classe Moltke, les SMS Moltke et Goeben, ainsi que sur leur successeur, le SMS Seydlitz. Ce dernier verra ses tourelles de 28 cm être systématiquement mises hors d'état au combat, que ce soit durant la bataille de Dogger Bank ou la bataille du Jutland.
Une version d'export est fabriquée par Krupp, pour armer des batteries côtières. Ainsi en 1914 huit unités de la version C/11 sont commandées par la Belgique et huit C/13 par les Pays-Bas. Avec la guerre, les canons belges seront montés dans la batterie côtière « Tirpitz » en Flandres, alors que les canons hollandais seront finalement livrés à l'armée allemande. Ces canons seront réutilisés pour défendre la côte durant la Seconde Guerre mondiale, avec de nouveaux types de projectiles.